# Манцкава, Христофор Эрастиевич
Христофор Эрастиевич Манцкава (18 января 1906 года, село Джурквети, Озургетский уезд, Кутаисская губерния, Российская империя — неизвестно, Ланчхутский район, Грузинская ССР) — председатель исполнительного комитета Ланчхутского районного Совета депутатов трудящихся, Грузинская ССР. Герой Социалистического Труда (1949).

## Биография
Родился в 1906 году в селе Джурквети Озургетского уезда. С раннего возраста трудился в сельском хозяйстве. В последующем, получив высшее образование, трудился на различных ответственных должностях в сельском хозяйстве Грузинской ССР.
В послевоенные годы — председатель Ланчхутского райисполкома. Занимался восстановлением сельского хозяйства в Ланчхутском районе. Благодаря его деятельности сельскохозяйственные предприятия района за короткое время в годы Четвёртой пятилетки (1946—1950) достигли довоенного уровня производства чайного листа. За высокие трудовые показатели в целом по району по итогам 1947 года был награждён Орденом Ленина.
В 1948 году обеспечил перевыполнение в целом по району планового сбора урожая чайного листа на 25,1 %. Указом Президиума Верховного Совета СССР от 3 июля 1950 удостоен звания Героя Социалистического Труда за «получение высоких урожаев сортового зелёного чайного листа и цитрусовых плодов в 1948 году» с вручением ордена Ленина и золотой медали «Серп и Молот» (№ 4565).
Этим же указом званием Героя Социалистического Труда были награждены первый секретарь Ланчхутского райкома партии Шалва Арчилович Хитири, заведующий районным отделом сельского хозяйства Илья Калистратович Чхартишвили, главный районный агроном Григорий Григорьевич Хундадзе и 9 тружеников различных колхозов Ланчхутского района.
За высокие трудовые показатели в целом по району по итогам 1950 года был награждён третьим Орденом Ленина.
После выхода на пенсию проживал в Ланчхутском районе. С 1972 года — персональный пенсионер союзного значения. Дата смерти не установлена.
Награды
- Герой Социалистического Труда
- Орден Ленина — трижды (21.02.1948; 1949; 14.11.1951)